# Eleições legislativas de Israel em 1951

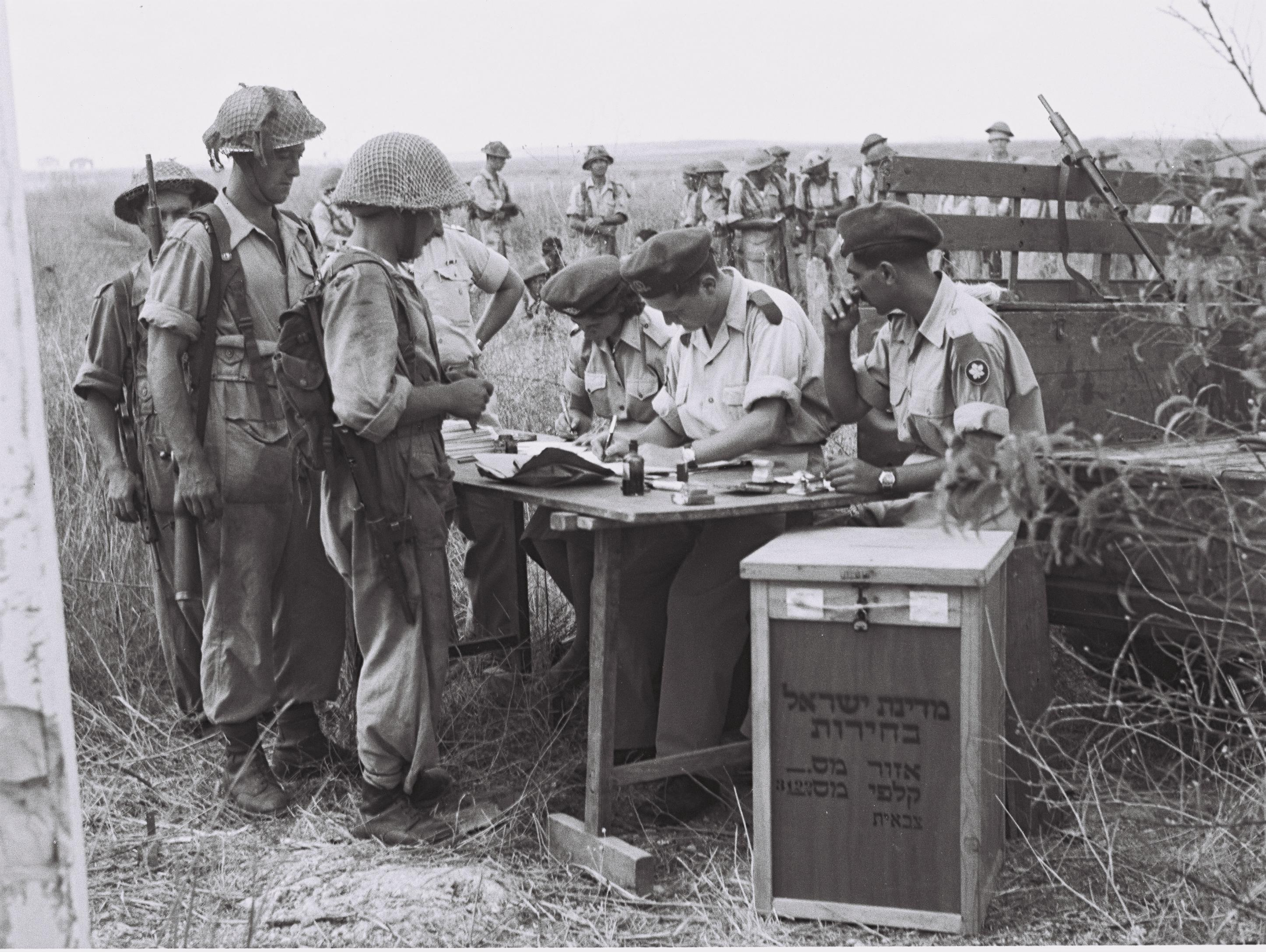
Soldados votando nas eleições legislativas de Israel em 1951

As eleições legislativas de Israel de 1951 foram realizadas a 30 de Julho e, serviram para eleger os 120 deputados para a segunda legislatura do Knesset.
Tal como em 1949, o partido de centro-esquerda, Mapai, venceu as eleições, conquistando 37,3% dos votos e 45 deputados.
Após as eleições, o Mapai iria formar um governo de coligação que incluía partidos da minoria árabe e partidos religiosos judaicos. 
Durante esta legislatura, o governo de Israel tomaria decisões que marcariam o futuro do país, como, por exemplo, o pedido de reparações pelo Holocausto à Alemanha em 1952, o corte de relações com a URSS em 1953 e, por fim, a aproximação de Israel ao Mundo Ocidental, estabelecendo relações próximas com EUA, Reino Unido e França.

## Resultados eleitorais
| Partido                                                                 | Partido                                     | Votos   | %     | +/-   | Deputados | +/-     |
| ----------------------------------------------------------------------- | ------------------------------------------- | ------- | ----- | ----- | --------- | ------- |
|                                                                         | Mapai                                       | 256 456 | 37,3  | 1,6   | 45 / 120  | 1       |
|                                                                         | Sionistas Gerais                            | 111 394 | 16,2  | 11,0  | 20 / 120  | 13      |
|                                                                         | Mapam                                       | 86 095  | 12,5  | 2,2   | 15 / 120  | 4       |
|                                                                         | Hapoel HaMizrachi                           | 46 347  | 6,8   | Novo  | 8 / 120   | Novo    |
|                                                                         | Herut                                       | 45 651  | 6,6   | 4,9   | 8 / 120   | 6       |
|                                                                         | Partido Comunista de Israel                 | 27 334  | 4,0   | 0,5   | 5 / 120   | 1       |
|                                                                         | Partido Progressista                        | 22 171  | 3,2   | 0,9   | 4 / 120   | 1       |
|                                                                         | Lista Democrática dos Árabes Israelitas (a) | 16 370  | 2,0   | 0,3   | 3 / 120   | 1       |
|                                                                         | Agudat Israel                               | 13 799  | 2,0   | Novo  | 3 / 120   | Novo    |
|                                                                         | Comunidades Sefarditas e Orientais          | 12 002  | 1,8   | 1,7   | 2 / 120   | 2       |
|                                                                         | Poalei Agudat Israel                        | 11 194  | 1,6   | Novo  | 2 / 120   | Novo    |
|                                                                         | Mizrachi                                    | 10 383  | 1,5   | Novo  | 2 / 120   | Novo    |
|                                                                         | Progresso e Trabalho (a)                    | 8 067   | 1,2   | Novo  | 1 / 120   | Novo    |
|                                                                         | Associação Iemenita                         | 7 965   | 1,2   | 0,2   | 1 / 120   | Estável |
|                                                                         | Desenvolvimento e Agricultura (a)           | 7 851   | 1,1   | Novo  | 1 / 120   | Novo    |
|                                                                         | Outros                                      | 4 413   | 0,7   |       | 0 / 120   |         |
| Votos Inválidos                                                         | Votos Inválidos                             | 7 515   | 1,1   | 0,1   |           |         |
| Total                                                                   | Total                                       | 695 007 | 100   |       | 120       |         |
| Eleitorado/Participação                                                 | Eleitorado/Participação                     | 924 885 | 75,1  | 11,8  |           |         |
| Fonte                                                                   | Fonte                                       | [ 2 ]   | [ 2 ] | [ 2 ] | [ 2 ]     | [ 2 ]   |
| (a) Partidos satélites do Mapai, que representavam os Árabes Israelitas |                                             |         |       |       |           |         |